# Joachim Winkelhock
Joachim "Jo" Winkelhock, född 24 oktober 1960 i Waiblingen, är en tysk racerförare. Han är bror till racerföraren Manfred Winkelhock och farbror till racerföraren Markus Winkelhock.

## Racingkarriär
Joachim Winkelhock vann det tyska F3-mästerskapet 1988 och Europacupen samma år. Han fick sedan köra i formel 1 för AGS säsongen 1989. Det blev sju deltävlingar men han lyckades inte förkvalificera sig i någon. 

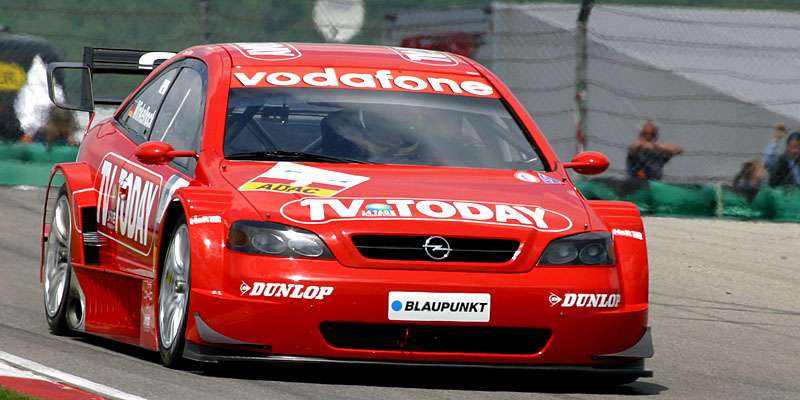
Joachim Winkelhock i Opel i DTM 2002.

Winkelhock lämnade formel 1 och började istället tävla i standardvagnar och hans första seger kom i BTCC 1993. Han körde i DTM 2000 till 2003 varefter han slutade med racing.

## F1-karriär
| Säsong | Stall/Tillverkare | Poäng | Placering |
| ------ | ----------------- | ----- | --------- |
| 1989   | AGS-Ford          | 0     | –         |